# Claude Laydu
Claude Laydu (Etterbeek, Bélgica, 10 de marzo de 1927-Massy, Francia, 29 de julio de 2011) fue un actor suizo de teatro y cine nacido en Bélgica. Fue conocido por su actuación en su debut cinematográfico en el papel del joven sacerdote en Diario de un cura rural (1951) de Robert Bresson, que ha sido descrita como una de las más grandes interpretaciones de la historia del cine.

## Biografía
Laydu nació y creció en Bruselas. Se trasladó a París para estudiar en la Academia Nacional de Arte Dramático. Se convirtió en miembro de la compañía de Madeleine Renaud y Jean-Louis Barrault en el Théâtre Marigny, cuando fue seleccionado por el director Robert Bresson para su primer papel en una película, como el joven sacerdote titular en Diario de un cura rural, basada en la novela homónima de 1936 de Georges Bernanos. Se reunieron para discutir el papel, y Laydu se preparó pasando tiempo en un monasterio y perdiendo peso.
Si bien Bresson a veces sugirió que la actuación se interponía en su camino hacia la realización de su película, Laydu, un católico practicante, "aportó su propia espiritualidad, presencia instintiva y una intensa mirada ascética al papel". La actuación de Laydu en el papel principal ha sido descrita como una de las mejores en la historia del cine. Jean Tulard, en su Diccionario de cine, escribió sobre él en esta obra: "Ningún otro actor merece tanto ir al cielo como Laydu".

## Filmografía
- 1951: Le Voyage en Amérique de Henri Lavorel
- 1951: Journal d'un curé de campagne de Robert Bresson
- 1952: Au cœur de la Casbah de Pierre Cardinal
- 1952: Nous sommes tous des assassins de André Cayatte
- 1952: Le Chemin de Damas de Max Glass
- 1953: Le Bon Dieu sans confession de Claude Autant-Lara
- 1953: La Route Napoléon de Jean Delannoy
- 1953: La guerra de Dios de Rafael Gil
- 1954: Raspoutine de Georges Combret
- 1954: Attila, fléau de Dieu (Attila, il flagello di Dio) de Pietro Francisci
- 1954: Interdit de séjour de Maurice de Canonge
- 1955: Symphonie inachevée (Sinfonia d’amore) de Glauco Pellegrini
- 1957: La Roue de André Haguet y Maurice Delbez
- 1958: En votre âme et conscience, episodio: Un combat singulier ou l'Affaire Beauvallon de Jean Prat
- 1960: Le Dialogue des carmélites de Philippe Agostini y Raymond Léopold Bruckberger
- 1961: Italienisches capriccio de Glauco Pellegrini
- 1963: Mafia alla sbarra de Oreste Palella

## Muerte
Laydu falleció por enfermedad cardíaca el 29 de julio de 2011 en la ciudad de París, Francia.